# Serge Colbert
Serge J. Colbert  (* 16. Juni 1967 in Newport Beach, Kalifornien) ist ein US-amerikanischer Komponist.

## Leben
Serge Colbert fing im Alter von sieben Jahren mit dem Pianospiel an und spielte bereits nach wenigen Jahren in Nizza an der Musikschule, bevor er mit 13 Jahren am Conservatoire de Lausanne in der Schweiz studierte. Im Alter von 18 fing er an am Mozarteum in Salzburg zu studieren, um anschließend ein Studium am Goldsmith’s College in London abzuschließen. Parallel zu seinem Studium komponierte er bereits als 19-Jähriger für erste Werbespots, bevor er als 22-Jähriger seine erste eigene Filmmusik schrieb. Nebenbei produzierte und schrieb er auch professionelle Software für Komponisten.
Nachdem Colbert vor allen Dingen für die Filmmusik von Actionfilmen wie Operation Delta Force, Ticker und Derailed – Terror im Zug bekannt wurde, verlegte er sich in den letzten Jahren auf das Komponieren der Musik von Filmtrailern. So komponiert er die Musik für Trailer von Filmen wie Der fremde Sohn, Die Geheimnisse der Spiderwicks, Die Chroniken von Narnia: Prinz Kaspian von Narnia und Defiance – Für meine Brüder, die niemals aufgaben.

## Filmografie (Auswahl)
- 1997: Operation Delta Force (Operation Delta Force: Great Soldiers)
- 1997: Reckless – Von Rache getrieben (Merchant of Death)
- 1998: Mexican Border – Eine heiße Liebe (On the Border)
- 1998: The Sweeper – Land Mines (Sweepers)
- 1999: Betrayed – Verraten und verkauft (Traitor’s Heart)
- 1999: Operation Delta Force III (Operation Delta Force 3: Clear Target)
- 1999: Operation Delta Force 4: Deep Fault
- 2000: Operation Delta Force 5: Random Fire
- 2000: Crocodile
- 2001: The Body
- 2001: Ticker
- 2001: Spiders 2 (Spiders II: Breeding Ground)
- 2002: Air Panic (Panic)
- 2002: Commando Deep Sea (Frogmen Operation Stormbringer)
- 2002: Derailed – Terror im Zug (Derailed)